# Vir (samhälle)
Vir är ett samhälle i Bosnien och Hercegovina.   Det ligger i entiteten Federationen Bosnien och Hercegovina, i den sydvästra delen av landet, 100 km väster om huvudstaden Sarajevo. Vir ligger 539 meter över havet och antalet invånare är 1 652.
Terrängen runt Vir är huvudsakligen kuperad, men åt sydost är den platt. Närmaste större samhälle är Drežnica, 7,1 km öster om Vir. 
Omgivningarna runt Vir är en mosaik av jordbruksmark och naturlig växtlighet. Runt Vir är det ganska glesbefolkat, med 34 invånare per kvadratkilometer.